# The Mystery of the Leaping Fish
The Mystery of the Leaping Fish é filme mudo do gênero comédia produzido nos Estados Unidos e lançado em 1916.